# Mikroplastika
Mikroplastika su sitne plastične čestice nastale raspadanjem u morima i morskim sedimentima i zagađivač su okoliša. Pojedini komad veličine je manje od pola centimetra, no pod oznakom mikro obuhvaća se komadiće veličine manje od milimetra, čime su gotovo nevidljivi. Budući da se plastika masovno upotrebljuje i nekontrolirano odbacuje, postala je svenazočna u morskom okolišu. Nekad se nije znalo da se veći komadi plastike u prirodnim procesima usitnjavaju na male komadiće. Usitnjavanje nastaje pod utjecajem sunca, korozije, valova, međusobnog trenja i vjetrova. Kemijska struktura se ne mijenja, a na sebe privlači toksične tvari (teški metali i sl.) koja se na nju lijepi. Zbog izdržljivosti, čvrstoće, kakvoće i niskih troškova proizvodnje je česta, a to sve stvara veliki problem kada plastični proizvod izgubi funkciju za koju je proizveden. Plastika u moru poput organizama, može plutati na površini, lebdjeti u vodi ili biti na dnu. U moru vrlo dugo izgleda netaknuta, pa se na morskom dnu viđa ambalaža koja je proizvedena još iz 1960-ih u stanju kakva je bila kad je odbačena. UN-ovi stručnjaci izvješćuju (2018.) o 51 bilijunu čestica mikroplastike, što je 500 puta više nego što je zvijezda u našoj galaksiji.
Znana osobina plastike je da apsorbira zagađivače poput spužve. Opasna je jer ulazi u organizam prirodnim jedenjem ili disanjem, mimo volje konzumenata, jer morski organizmi pogrešno prepoznaju kao hranu. U čovjeka ulazi hranidbenim lancem, od malih morskih organizama preko riba i ptica. Plastika usitnjena na mikro i nano veličine štetno djeluje i na drugi način, zakidanjem za kisik. Raspadanjem se taloži na morskom dnu te sprječava kisiku dotjecanje do organizama kojima je neophodan život, poput alga, nepokretnih i slabo pokretnih životinja te ostalih biljaka koje zbog nedostatka kisika slabe i ugibaju. Plutajuća i lebdeća u vodi plastika štetna je na sebe zbog vezivanja na sebe inih toksičnih spojeva koji ulaze u probavni sustav morskih organizama te hranidbenim lancem ulaze u čovjeka. Pronađena je u hrani, piću, uključujući u pivu, medu i vodi iz slavine. Čestice mikroplastike na sebi mogu imati viruse i bakterije. Značajan udio dio mikroplastike koja pluta kroz jezera i mora nerijetko valovi i struje ponovno nanesu na obalu.
Izravni izvor su joj kozmetički proizvodi za peeling kože, čiji polietilen nakon uporabe kroz kanalizaciju i ispustne vode otječe u rijeke i mora. Tu su kreme za lice, šminke, losioni i ostalo, osmišljenj radi boljeg prianjanja preparata na tijelo. Kozmetički izvor čini pet posto mikroplastike u moru. Drugi veliki izvor mikroplastike u moru su plastični peleti. Vlakna od umjetnih tkanina također otpuštaju sitnu plastiku. Raspon po sektorima je širok, u kozmetičkim proizvodima, deterdžentima i proizvodima za održavanje, bojama, tintama i premazima, građevinskim materijalima i medicinskim proizvodima, kao i u drugim proizvodima koji se koriste u poljoprivredi i hortikulturi, te u sektoru nafte i plina. Traže se alternative mikroplastici, da bi se postigla prava kružna ekonomija. U 80 posto slučajeva plastika je u more došla s kopna, a preostalih dvadeset posto slučajeva od pomorskog prometa. Odbačena ambalaža tek je dio problema. Jednokratni proizvodi brzo postaju otpad, poput higijenskih štapića za uši, slamki, plastičnih čaša, tanjura i pribora za jelo. Primarna mikroplastika je namjerno nastala u mikroveličini i s proizvođačevom namjerom se nalazi u proizvodima, iz kojih poslije dospijeva u okoliš. Prema EPRS-u, čini 15-31% mikroplastike u morima. Nastaje trošenjem sintetičke odjeće (35 posto primarne mikroplastike), potrošnje automobilskih guma (28 posto) te proizvoda za njegu lica i tijela (mikrokuglice se upotrebljavaju u proizvodima za piling, 2 posto). Sekundarna mikroplastika postala je mikroveličine raspadanjem većih komada plastike kao što su vrećice, boce i ribarske mreže i čini 69-81 posto mikroplastike u morima.
Predvodnik istraživanja mikroplastike na svjetskoj razini jest 5 Gyres Institute nazvana prema pet velikih svjetskih oceanskih vrtloga. More se uzorkuje preko neustonske plutajuće mreže mante koju se postavi na površinu mora. Brod ju povlači određeni vremenski slijed. Zatim se more profiltrira u laboratoriju, analira i preračunava količina plastike na četvorni kilometar.
Europska agencija za kemikalije (ECHA) je na zahtjev Europske komisije, u okviru prve europske Strategije za plastiku, ocijenila je zdravstvene i ekološke rizike koje predstavlja namjerno dodana mikroplastika. 30. siječnja 2019.  objavila je dokumentaciju o zabrani unutar uredbe REACH. Obuhvaća različite sektore, od kozmetičke industrije do poljoprivrede i graditeljstva. Zaključak je da bi zabrana namjerno dodane mikroplastike u proizvode bila opravdana, jer bi se time spriječilo da u konačnici završi u okolišu. Izvješće ECHE razmatra dostupne znanstvene informacije o opasnostima mikroplastike, identificira njihovu uporabu i emisije te pokušava procijeniti rizike.
Radi smanjena onečišćenja, Europska unija donijela je direktivu o plastici za jednokratnu uporabu kojom se zabranjuju svi oni plastični jednokratni proizvodi za koje postoje dostupne i pristupačne alternative, dok se mjere za ostale plastične proizvode odnose na smanjenje njihove upotrebe na nacionalnoj razini. Traži se da se ograniči mikroplastika već pri nastajanju (primjerice, kod tekstila, boja i cigareta). Već 2015. Europski parlament je već ograničio upotrebu plastičnih vrećica. Listopada 2018. podržao je zabranu za određenu plastiku za jednokratnu upotrebu. More ne poznaje granice, pa se problem mora rješavati međunarodnom suradnjom.
Svjetska zdravstvena organizacija predstavila je svoju analizu trenutnih istraživanja koja se odnose na najnovija saznanja o mikroplastici u vodi iz slavine i pakiranoj vodi te o njenom učinku na ljudsko zdravlje. Razina mikroplastike u pitkoj vodi danas je toliko mala da je malen rizik za ljudsko zdravlje, no upućuje na dodatna istraživanja da bi se umirilo potrošače. Iz Odjela za vodu, asanaciju, higijenu i zdravlje pri SZO su istaknuli da prema je rizik malen, zdravstveni rizici povezani s mikroplastikom odnose se na rizik za probavu, kemijski rizik te rizike povezane s prisutnošću nakupina bakterija (biofilma).

## Vanjske poveznice
- Europska komisija
- EU Chemicals The problem with microplastics
- Udruga Biom Mikroplastika u morima